# روبرتو بريسان
روبرتو بريسان (بالإنجليزية: Roberto Bressan)‏ ولد بتاريخ 5 مايو 1960، هو دراج إيطالي سابق.

## روابط خارجية
- روبرتو بريسان على موقع أرشيف الدراجات (الإنجليزية)
- روبرتو بريسان على موقع إحصائيات الدراجات الإحترافية (الإنجليزية)